# Vladímir Vinográdov
Vladímir Nikoláyevich Vinográdov (en ruso: Владимир Николаевич Виноградов; Nemchinovka, Unión Soviética, 25 de febrero de 1923 - Moscú, Rusia, 18 de julio de 2003) fue un científico soviético en el campo de la petroquímica, además trabajó como rector del Instituto de Industria Petroquímica y del Gas de Moscú y fue galardonado con el título de Héroe del Trabajo Socialista (1983).

## Biografía
Vladímir Vinográdov nació el 25 de febrero de 1923 en la pequeña localidad rural de Nemchinovka en la gobernación de Moscú en la Unión Soviética (actualmente en el raión de Odintsovo del óblast de Moscú en Rusia). En 1940 se graduó en la escuela N.º 174 de Moscú e ingresó en el Instituto del Petróleo de Moscú (en julio de 1958 se renombró como Instituto de la Industria Petroquímica y del Gas de Moscú), aunque debido a la invasión alemana de la Unión Soviética se vio obligado a abandonar sus estudios y a tomar parte en la construcción de líneas defensivas en las afueras de la ciudad. En octubre de 1941, se ofreció como voluntario para combatir en el frente y fue asignado a la 4.ª División de la Milicia Popular Comunista de Moscú (una unidad improvisada formada por voluntarios con escasa instrucción y armamento), luego luchó como parte del Ejército Rojo. En abril de 1942 resultó gravemente herido en las piernas y, tras un largo tratamiento, fue desmovilizado por motivos de salud.
Al regresar a Moscú continuó sus estudios en el instituto y se graduó en la facultad de mecánica en diciembre de 1950. Durante esta época se mostró muy activo en el Komsomol, así ocupó los cargos de secretario del comité del instituto del Komsomol, secretario del comité del raión de Leninsky de Moscú, jefe del departamento del comité de la ciudad de Moscú. En julio de 1952, después de graduarse en la escuela de posgrado, permaneció en la institución para enseñar en la facultad de petromecánica del Instituto, donde en poco tiempo pasó de profesor titular del departamento a rector. Dirigió el Instituto durante 31 años.
Fue autor de más de doscientos artículos científicos, incluidas siete monografías, además registró cuarenta y nueve patentes de inventos. En 1956 defendió su doctorado y en 1969 su tesis doctoral. Mientras fue rector del instituto, esta institución educativa se convirtió en la base de la educación profesional superior en el campo de la industria petroquímica y del gas, adquirió nuevos laboratorios y edificios educativos, albergues e instalaciones sociales. Además, se creó el Instituto de Problemas del Petróleo y Gas de la Academia de Ciencias de la Unión Soviética donde, de mayo de 1987 a 1988, trabajó a tiempo parcial como director organizador.
Aparte de su trabajo en el Instituto de la Industria Petroquímica y del Gas de Moscú también fue miembro de numerosas asociaciones educativas, científicas y técnicas, consejos editoriales de revistas, dirigió el Consejo de Rectores de Moscú y la Unión de Rectores de Rusia. Catorce veces fue elegido miembro del Consejo de Moscú. Por sus méritos en el campo de la ciencia y la educación, recibió numerosos títulos honorarios, incluido el de Científico de Honor de las repúblicas de Uzbekistán y Turkmenistán, además recibió dos veces el Premio Académico Gubkin por Logros en la Ciencia e Ingeniería del Petróleo (llamados así en honor al geólogo soviético Iván Gubkin).
El 24 de febrero de 1983 por decreto del Presídium del Sóviet Supremo de la URSS, recibió el título de Héroe del Trabajo Socialista con la Orden de Lenin y la medalla Hoz y Martillo en reconocimiento de sus «grandes méritos en la formación de personal altamente calificado, el desarrollo de la investigación científica y en relación con el sexagésimo aniversario de su nacimiento».
En 1993 Vinográdov renunció a su puesto como rector de la universidad, pero siguió siendo asesor del nuevo rector. Murió en Moscú en 2003 y fue enterrado en el columbario del cementerio Novodévichi de la capital moscovita.

## Condecoraciones

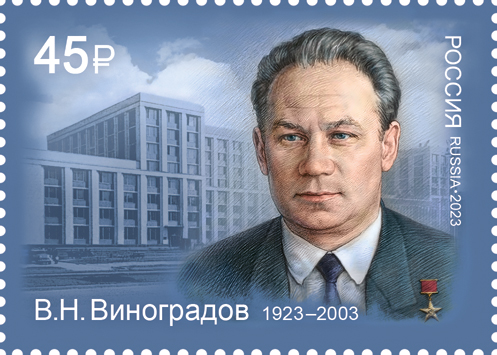
Sello postal de Rusia de 2023 en honor al centenario del nacimiento de Vinográdov

|  | Héroe del Trabajo Socialista (24 de febrero de 1983) |
|  | Orden de Lenin, dos veces (28 de octubre de 1948 y 24 de febrero de 1983). |
|  | Orden de la Revolución de Octubre (4 de enero de 1980). |
|  | Orden de la Bandera Roja del Trabajo, dos veces (14 de enero de 1967 y 15 de marzo de 1976) |
|  | Orden de la Guerra Patria de 1.er grado (11 de marzo de 1985) |
|  | Orden de la Estrella Roja (3 de diciembre de 1966) |
|  | Orden de la Amistad de los Pueblos (18 de febrero de 1993) - «por los grandes méritos en el desarrollo de la ciencia doméstica y la formación de especialistas altamente calificados para las industrias del petróleo y el gas». |
|  | Medalla de la Distinción Laboral (15 de septiembre de 1961) |